# C.A. Thyregod
Christen Andersen Thyregod (født 12. november 1822 i landsbyen Thyregod ved Vejle, død 31. juli 1898 i København) var en dansk forfatter.
Hans forældre var meget fattige, og allerede som 8 års dreng måtte han bort fra hjemmet for selv at tjene sin føde mellem fremmede. Til han blev 16 år, vogtede han får på heden, levede i stor ensomhed og kendte ingen anden glæde end den at læse historiebøger i de korte stunder, hans pligter levnede ham ro dertil. Så var han i 7 år ved væverhåndværket; af og til skrev han vers; et enkelt digt, som blev trykt i flere blade, vakte opmærksomhed, og ved privat hjælp samt ved støtte af kong Christian VIII blev det ham muligt at komme ind som elev på Jelling Seminarium. Studierne der blev afbrudte ved krigen 1848; Thyregod gik med som frivillig, men viste sig snart for svag til at tåle feltlivets anstrengelser og vendte tilbage til seminariet, hvorfra han 1849 afgik med skolelærereksamen. Derefter var han først i 2 1/2 år ansat ved to biskoler på heden; 1852 fik han embede i Ans syd for Viborg, og der blev han og røgtede sin gerning med troskab og dygtighed indtil 1881, da han tog sin afsked og flyttede til København. 
Allerede 1864 havde Thyregod udgivet sin første bog, Historier og Sagn; 1869—70 var han slået igennem med den 4 binds samling fortællinger Blandt Bønder; derpå fulgte Fra Herregaard og Landsby, Skildringer af det virkelige Liv, Fra afsides Egne, Godtfolk og Kæltringer og flere større samlinger af folkelivsskildringer i novelleform; til blade og tidsskrifter samt til folkekalendere og illustrerede almanakker leverede han i årenes løb fortællinger i hundredvis. Sine emner tog han gennemgående fra den jyske almues liv, som han i sine bedste arbejder skildrede troværdig og med ægte og varm følelse. Synderlig fantasi sad han ikke inde med, og kompositionen var aldrig hans stærke side, men han så friskt og ofte ret skarpt på sine modeller og tegnede dem ikke sjælden med en sikkerhed og en sympati, der ikke kunne undgå at virke med en umiddelbar styrke, som vakte interesse for deres personlighed og livsførelse; for kraftig naturskildring havde han et ret ejendommeligt anlæg. Vil man danne sig en forestilling om Thyregod som en af den såkaldte "skolelærerlitteraturs" virkelig dygtige, om end ikke meget talentfulde banebrydere, må man imidlertid søge til hans ældre arbejder. Efter at han havde bosat sig i København, vel endogså noget tidligere, udfoldede han en i høj grad forceret litterær virksomhed.
- Mindesten nord for kirkegården i Thyregod